# Union sportive usselloise
Actualités
L'Union sportive usselloise est un club français de rugby à XV basé à Ussel, en Corrèze.
Il évolue en Fédérale 3 en 2022-2023.

## Histoire

### Prémices du rugby à Ussel
Un premier club est fondé en 1905, sous le nom de Sporting club ussellois avant de prendre en 1912, le nom de Club athlétique ussellois puis en 1919 celui d'Union sportive usselloise.
En 1921, l'Union sportive usselloise fusionne avec le Club sportif Paris-Orléans (SNCF) et prend alors le nom de Coupound Club athlétique ussellois (CCAU) et remporte le titre de champion de Limousin de 2e série en 1923. En 1927, il est champion de Limousin de 5e série et en 1933 champion de Limousin de 3e série.

### 1941: création du club

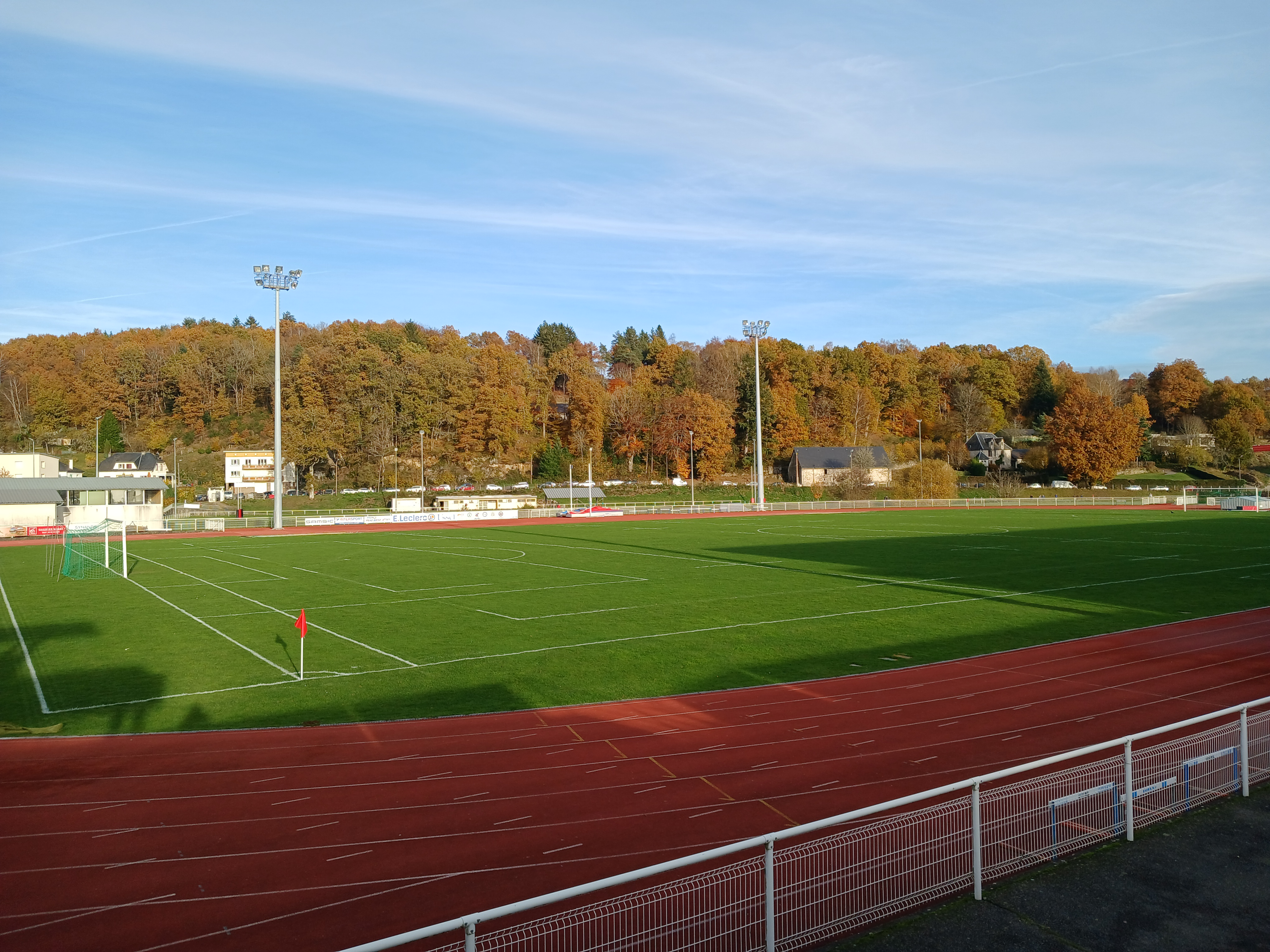
Le stade Roger-Leniaud.

En 1941, les différents clubs de rugby d'Ussel, décident de fusionner sous le nom d'Union sportive usselloise.

### 3eet2edivisions
En 1954, Ussel est battu en finale du championnat de France Honneur nationale (Fédérale 3) par le Toulouse athlétic club.
En 1964-1965, le club est en 2e division avec dans sa poule les équipes du Stade bagnérais, de l'Avenir valencien, du Sporting club appaméen, du CA Castelsarrasin, Fumel, de l'Amicale sportive bortoise et de l'Avenir moissagais.
En 1976, les Juniors B de l'USU remportent la coupe René Crabos en battant, au stade Jean-Alric d'Aurillac, l'Olympique Aviation Club de Toulouse 14 à 12.
- 1981-1982 : Engagé en championnat de 3e division, l'USU se qualifie pour les phases finales du championnat et est promu en 2e division tandis que l'équipe réserve devient championne de France Excellence B[Note 1]
- 1982-1983 : engagé en championnat de 2e division il est éliminé en 16e de finale du championnat de France. Les Juniors B sont finalistes de la coupe René Crabos.
- Lors de la saison 1983-1984, les ussellois sont en deuxième division avec le Stade Rodez, le Club athlétique Villeneuve-sur-Lot, l'US Carmaux, l'UA Gaillac, l'US Souillac, l'US Fumel, Stade Sainte-Livrade, l'US Objat et l'Avenir olympique de Viviez et ne parvient pas à se qualifier pour les phases finales.
- En 1984-1985, la poule de l'USU est composée de Decazeville, Bergerac, Fumel, Valence d'Agen, Souillac, Caussade, Terrasson, Carmaux, Objat. L'USU ne parvient pas à se qualifié pour les phases finales de 2e division mais les Juniors B sont finalistes de la coupe René Crabos.
- 1985-1986 : il est éliminé en 16e de finale du championnat de France de 2e division.
- 1986-1987 : non qualifié pour les phases finales de 2e division
- 1987-1988 : Éliminé en demi-finale du championnat de France de 2e division, l'Union sportive usselloise est promue en 1re division.

### 1redivision
- 1988-1989 : Engagé dans la poule L du championnat de France de 1re division, l'USU termine 4e de poule et doit ainsi évoluer en groupe B dont il participe ensuite aux 16e de finale.
- 1989-1990 : L'USU termine à la 5e place de la poule A du groupe B.
- 1990-1991 : Engagé dans la poule 3 du groupe B, l'USU ne se qualifie pas pour les phases finales.
- 1991-1992 : 6e de la poule D du groupe B, l'USU se qualifie pour les barrages.
- 1992-1993 : L'USU termine 6e de la poule 1 du groupe B1 et 2e de la poule D de relégation lui permettant de se maintenir en 1re division. Les Cadets sont Co-champion de France Teulière tandis que les Juniors B sont finalistes du challenge des Provinces coupe B et les Cadets A, finalistes UFOLEP.
- 1993-1994 : renforcé par l'arrière briviste Patrick Brachet, Ussel se qualifie dans la poule 3 du groupe B2 puis 2e de la poule E de la seconde phase, il se qualifie pour les phases finales.
- 1994-1995 : le club est relégué en groupe B2 puis se qualifie pour les quarts de finale. Il élimine Albi en quart de finale 32-6 avant d'être éliminé par Pamiers en demi.

### Période mouvementée
- 1995-1996 : Engagé dans le groupe B de 1re division l'Union sportive usselloise termine 4e de la poule 1 et est vainqueur de la coupe de l'Espérance[3]. Les Juniors B sont vainqueur du challenge des Provinces.
- 1996-1997 : Le club se maintient à la suite de sa 10e place de la poule 1 puis de sa victoire en barrage 16-10 contre La Valette.
- 1997-1998 : L'USU termine à 10e place de la poule 1.
- 1998-1999 : 12e de la poule D de National 1 le club est relégué en National 2
- 1999-2000 : ?

- Saison 2004-2005 : Les ussellois évoluent en Fédérale 3 avec dans leur poule les clubs de Villeréal, Angoulême, Nontron, Fumel, Guéret, Belvès, Saint-Junien, Soyaux, Pompadour et Le Bugue.

- Saison 2008-2009 : L'USU évolue en Fédérale 3 avec dans leur poule les clubs de Nérac, Tulle, Lavardac, Lacapelle-Marival, Fumel, Souillac, Malemort, Bon-Encontre, Saint-Cernin, Monflanquin et Belves.
- 2009-2010 : L'Union sportive usselloise est relégué en division honneur régionale.
- 2010-2011 : Vice-champion de Limousin Honneur, Ussel est qualifié en championnat de France Honneur  mais éliminé en trente-deuxièmes de finale contre Nérac (13-16), il n'est pas promu[4]
- 2011-2012 : Champion de Limousin Honneur, Ussel est qualifié en championnat de France Honneur et est promu en Fédérale 3 malgré sa défaite en trente-deuxièmes de finale contre Saint-Gaudens (19-19)[4]

### Pensionnaire de Fédérale 3
- 2012-2013 : 6e de la poule 12, il ne se qualifie pas pour les phases finales du championnat de France[5].
- 2013-2014 : 1er de la poule 5, il se qualifie pour les phases finales du championnat de France de Fédérale 3. Vainqueur du RC Saint-Yrieix en trente-deuxièmes de finale il succombe en 16e de finale face à l'EVMBO (22-18 et 24-19)
- 2014-2015 : l'USU termine 2e de la 5 et se qualifie pour les phases finales du championnat de France. En trente-deuxièmes de finale il dispose du CS nontronnais mais est éliminé en seizièmes de finale par l'US Issoire.
- 2015-2016 : les corréziens terminent 5e de la 5 et ne se qualifient pas pour les phases finales du championnat de France
- 2016-2017 : l'USU termine 8e de la 7 et ne se qualifie pas pour les phases finales du championnat de France
- 2017-2018 : l'USU termine 5e de la 10 et ne se qualifie pas pour les phases finales du championnat de France
- 2018-2019 : Le club termine 9e de la 10 et ne se qualifie pas pour les phases finales du championnat de France
- 2019-2020 : Avec un championnat tronqué en raison de période de confinement dû à la pandémie de maladie à coronavirus, le club termine 7e de la 7.
- 2020-2021 : Le club ussellois est engagé dans la poule 13.

## Palmarès
- 1923 : Champion de Limousin de 2e série
- 1927 : Champion de Limousin de 5e série
- 1933 : Champion de Limousin de 3e série
- 1954 : Vice champion de France Honneur nationale (Fédérale 3)
- 1976 : Vainqueur de la coupe René Crabos Juniors B
- 1982 : Champion de France Excellence B[Note 1]
- 1983 : Finaliste de la coupe René Crabos Juniors B
- 1984 : Finaliste de la coupe René Crabos Juniors B
- 1985 : Finaliste de la coupe René Crabos Juniors B
- 1993 : Finaliste du challenge des Provinces Juniors B, coupe B
- 1993 : Finaliste UFOLEP Cadets A
- 1993 : Co-champion Cadets Teulière
- 1996 : Vainqueur de la coupe de l'Espérance[3]
- 1996 : Vainqueur du challenge des Provinces, Juniors B
- 2003 : Vice champion de France Cadets Alamercery
- 2007 : Champion de Limousin Honneur
- 2007 : Champion de Limousin équipes réserves Honneur
- 2011 : Vice champion de Limousin Honneur[6]
- 2012 : Champion de Limousin Honneur
- 2014 : Champion comité du Limousin Cadets Teulière
- 2016 : Champion comité du Limousin Juniors Balandrade

## Personnalités du club

### Entraîneurs
- ?-2012 :  Alain Farge et  Vincent Godemet
- 2012-2013 :  Gilbert Audy et  Alain Farge
- 2013-2014 :  Romain Bresson et  Alain Farge
- 2014-2015 :  Romain Bresson et  Thomas Sibot
- 2015-janv. 2016 :  Romain Bresson et  Bertrand Manzagol
- Janv. 2016-? :  Romain Bresson
- 2021-2022 :  Gerard Glynn (manager général),  Mirko Lozupone (avants)
- 2022- :  Bertrand Manzagol (entraîneur principal),  Mirko Lozupone (avants),  Jean-Antoine Michelon (avants) et  Thomas Sibot (trois-quarts)

### Joueurs emblématiques
- Patrick Brachet
- Noël Baudry
- Sébastien Bertrank
- Sébastien Bonnet
- Terry Bouhraoua
- Pierre Chadebech
- Thomas Combezou
- Fabien Domingo
- Thomas Domingo
- Philippe Gilibert
- Loïc Jacquet
- Marcel Lewin
- Gérard Picolo
- Jérôme Vallée